# Третяк Олександр Євгенович
Олександр Євгенович Третяк (28 вересня 1989, м. Дніпро, Дніпропетровська область, Українська РСР — 3 квітня 2017, м. Донецьк, Донецька область, Україна) — український військовослужбовець, десантник, старший солдат Збройних сил України, учасник російсько-української війни.

## Біографія
Народився 1989 року в місті Дніпро (на той час — Дніпропетровськ). Мешкав на вулиці Волзькій Новокодацького району міста. З 1997 по 2007 рік навчався у середній загальноосвітній школі № 5. Після закінчення 11 класів школи вступив до Дніпропетровського державного індустріального технікуму, який закінчив у 2011 році за спеціальністю «Машинобудування». Працював бетонником у ТОВ «Артель».
21 листопада 2008 року був призваний Ленінським РВК міста Дніпропетровська на військову службу, до 2009 року служив у 16-му полку охорони громадського порядку, в/ч 3036 Внутрішніх військ МВС України на посаді стрільця. Завершив службу у званні старшого солдата.
У 2011 році вступив до Національної металургійної академії України, на заочну форму навчання. Після закінчення академії отримав диплом бакалавра за спеціальністю «Машинобудування». Багато подорожував як за кордоном, так і в Україні.
З початком російської збройної агресії проти України 24 квітня 2014 року був призваний за частковою мобілізацією. Проходив службу в 7-й роті 3-го повітряно-десантного батальйону 25-ї окремої Дніпропетровської повітряно-десантної бригади, в/ч А1126. Учасник оборони Луганського аеропорту. Прибув до міжнародного аеропорту «Луганськ» першим літаком 14 червня 2014 року, другий літак Іл-76, який заходив на посадку за 10 хвилин, був збитий російськими терористами, тоді загинули 40 десантників 25 ОПДБр і 9 членів екіпажу.
Демобілізувався, пройшов курс реабілітації. З 01.07.2015 до 15.04.2016 працював у ТОВ «ВКП Проммонтаж-Реконструкція». У 2016 році продовжив заочне навчання в Національній металургійній академії на ступень магістра. Був членом Дніпровської міської спілки Ветеранів АТО.
14 грудня 2016 року знову повернувся до десантних військ, підписавши контракт.
Старший солдат, гранатометник 3-го парашутно-десантного взводу 9-ї парашутно-десантної роти 3-го парашутно-десантного батальйону 81-ї окремої аеромобільної бригади, в/ч А2120, м. Дружківка.
Загинув 3 квітня 2017 року під час виконання бойового завдання на передовій в районі Донецька від мінно-вибухової травми, внаслідок підриву на міні МОН, ще двоє бійців дістали поранення.
Похований 6 квітня на Краснопільському кладовищі м. Дніпро.
Залишилась мати Тетяна Іванівна Третяк, батько помер 9 років тому.

## Нагороди та звання
- Указом Президента України № 98/2018 від 6 квітня 2018 року, за особисту мужність і самовіддані дії, виявлені у захисті державного суверенітету та територіальної цілісності України, зразкове виконання військового обов'язку, нагороджений орденом «За мужність» III ступеня (посмертно)[2].
- Указом Президента України № 109/2015 від 26 лютого 2015 року, за особисту мужність і героїзм, виявлені у захисті державного суверенітету та територіальної цілісності України, високий професіоналізм, вірність військовій присязі, нагороджений медаллю «За військову службу Україні»[3].
- Нагороджений відзнакою Начальника Генштабу ЗС України нагрудним знаком «Учасник АТО».
- Нагороджений нагрудним знаком «За оборону Луганського аеропорту».

## Вшанування пам'яті
3 травня 2018 року в місті Дніпро у СЗШ № 5 (вул. Караваєва, 17А) урочисто відкрито меморіальну дошку полеглому на війні випускнику школи Олександру Третяку.